# Idrottsföreningen Kamraterna Göteborg 2019
Questa voce raccoglie le informazioni riguardanti l'Idrottsföreningen Kamraterna Göteborg, meglio conosciuto come IFK Göteborg, nelle competizioni ufficiali della stagione 2019.

## Maglie e sponsor
Per il quarto anno consecutivo lo sponsor tecnico è Kappa. Il posto di Prioritet Finans come main sponsor è stato preso da Serneke, azienda di costruzioni dell'omonimo Ola Serneke che ha contribuito ad alleviare la crisi economica della squadra.

La prima divisa è come quella dell'anno precedente, così come è rimasta inalterata la seconda divisa, bianca con inserti blu. Cambia invece la terza divisa, che è sempre nera ma con inserti bianchi.
| Casa | Trasferta | Terza divisa |

## Rosa
| N. |                   | Ruolo | Calciatore                         |
| -- | ----------------- | ----- | ---------------------------------- |
| 1  | Grecia (bandiera) | P     | Giannīs Anestīs                    |
| 3  | Svezia (bandiera) | C     | Adil Titi                          |
| 4  | Svezia (bandiera) | D     | Carl Starfelt                      |
| 5  | Svezia (bandiera) | D     | Kristopher Da Graca                |
| 6  | Svezia (bandiera) | D     | Rasmus Wikström                    |
| 7  | Svezia (bandiera) | C     | Sebastian Eriksson (vice capitano) |
| 8  | Svezia (bandiera) | C     | Junes Barny                        |
| 8  | Svezia (bandiera) | C     | Hosam Aiesh                        |
| 9  | Svezia (bandiera) | A     | Robin Söder                        |
| 10 | Svezia (bandiera) | A     | Patrik Karlsson Lagemyr            |
| 11 | Svezia (bandiera) | C     | Amin Affane                        |
| 14 | Svezia (bandiera) | A     | Benjamin Nygren                    |
| 16 | Svezia (bandiera) | A     | Sargon Abraham                     |

| N. |                      | Ruolo | Calciatore                                 |
| -- | -------------------- | ----- | ------------------------------------------ |
| 19 | Svezia (bandiera)    | C     | August Erlingmark                          |
| 20 | Svezia (bandiera)    | D     | Victor Wernersson                          |
| 22 | Georgia (bandiera)   | A     | Giorgi Kharaishvili                        |
| 23 | Svezia (bandiera)    | D     | Emil Holm                                  |
| 24 | Svezia (bandiera)    | A     | Sebastian Ohlsson (capitano fino al 30/08) |
| 25 | Svezia (bandiera)    | P     | Erik Dahlin                                |
| 26 | Armenia (bandiera)   | D     | André Calisir                              |
| 27 | Svizzera (bandiera)  | C     | Nzuzi Toko                                 |
| 28 | Nigeria (bandiera)   | C     | Alhassan Yusuf                             |
| 29 | Danimarca (bandiera) | A     | Lasse Vibe (capitano dal 30/08)            |
| 31 | Svezia (bandiera)    | P     | Tom Amos                                   |
| 89 | Svezia (bandiera)    | C     | Tobias Sana                                |

## Risultati

### Allsvenskan

#### Girone di andata
| Arbitro: | Kristoffer Karlsson |

|                                   |           |           |
| Avdic 26’ Nnamani 51’ Nalic 90+1’ | Marcatori | 84’ Söder |

| Arbitro: | Kaspar Sjöberg |

|              |           |  |
| Diskerud 60’ | Marcatori |  |

| Arbitro: | Andreas Ekberg |

|                             |           |            |
| Ulvestad 50’ Buya Turay 88’ | Marcatori | 82’ Nygren |

| Arbitro: | Kaspar Sjöberg |

|                                  |           |                |
| Vibe 11’ Starfelt 16’ Nygren 64’ | Marcatori | 90+1’ Svensson |

| Arbitro: | Victor Wolf |

|           |           |             |
| Diouf 65’ | Marcatori | 89’ Calisir |

| Arbitro: | Kristoffer Karlsson |

|                                                     |           |  |
| Kharaishvili 45+1’ Karlsson Lagemyr 65’ Abraham 81’ | Marcatori |  |

| Arbitro: | Patrik Eriksson |

|                                 |           |                                                              |
| Calisir 25’ (aut.) Lindberg 26’ | Marcatori | 2’ Kharaishvili 51’ Saebbö 77’ Karlsson Lagemyr 90+1’ Nygren |

| Arbitro: | Glenn Nyberg |

|            |           |                                       |
| Gerson 39’ | Marcatori | 10’ Karlsson Lagemyr 83’ Kharaishvili |

| Göteborg 16 maggio 2019, ore 19:00 9ª giornata | IFK Göteborg         | 0 – 0 referto | Malmö FF | Gamla Ullevi\| Arbitro: \| Martin Strömbergsson \| |
| Arbitro:                                       | Martin Strömbergsson |               |          |                                                    |

| Göteborg 20 maggio 2019, ore 19:00 10ª giornata | IFK Göteborg   | 0 – 0 referto | Hammarby | Gamla Ullevi\| Arbitro: \| Andreas Ekberg \| |
| Arbitro:                                        | Andreas Ekberg |               |          |                                              |

| Arbitro: | Mohammed Al-Hakim |

|                |           |                     |
| Jeremejeff 71’ | Marcatori | 9’ Vibe 90+7’ Söder |

| Arbitro: | Victor Wolf |

|  |           |           |
|  | Marcatori | 45’ Rogić |

| Östersund 29 giugno 2019, ore 16:00 13ª giornata | Östersund           | 0 – 0 referto | IFK Göteborg | Jämtkraft Arena\| Arbitro: \| Kristoffer Karlsson \| |
| Arbitro:                                         | Kristoffer Karlsson |               |              |                                                      |

| Arbitro: | Kaspar Sjöberg |

|                          |           |            |
| Eriksson 25’ Calisir 44’ | Marcatori | 89’ Wilson |

| Arbitro: | Adam Ladebäck |

|                 |           |           |
| Johansson 90+6’ | Marcatori | 48’ Söder |

#### Girone di ritorno
| Arbitro: | Fredrik Klitte |

|           |           |  |
| Söder 37’ | Marcatori |  |

| Göteborg 28 luglio 2019, ore 17:30 17ª giornata | IFK Göteborg   | 0 – 0 referto | IFK Norrköping | Gamla Ullevi\| Arbitro: \| Kaspar Sjöberg \| |
| Arbitro:                                        | Kaspar Sjöberg |               |                |                                              |

| Arbitro: | Bojan Pandžić |

|                          |           |                     |
| Larsson 82’ Wright 90+4’ | Marcatori | 41’ Söder 63’ Söder |

| Arbitro: | Glenn Nyberg |

|           |           |                 |
| Söder 68’ | Marcatori | 15’ Björkengren |

| Arbitro: | Andreas Ekberg |

|                |           |                    |
| Svensson 45+2’ | Marcatori | 71’ Söder 88’ Vibe |

| Arbitro: | Victor Wolf |

|                                                |           |  |
| Söder 43’ Söder 55’ Kharaishvili 61’ Söder 72’ | Marcatori |  |

| Arbitro: | Fredrik Klitte |

|  |           |                            |
|  | Marcatori | 38’ Kharaishvili 49’ Aiesh |

| Arbitro: | Kristoffer Karlsson |

|                                                                    |           |                                   |
| Rodić 2’ Bojanić 7’ Khalili 13’ Magyar 55’ Fenger 61’ Tanković 85’ | Marcatori | 19’ Kharaishvili 57’ Kharaishvili |

| Arbitro: | Kaspar Sjöberg |

|                    |           |            |
| Vibe 12’ Söder 29’ | Marcatori | 51’ Ceesay |

| Arbitro: | Andreas Ekberg |

|                    |           |  |
| Larsson 20’ (rig.) | Marcatori |  |

| Göteborg 29 settembre 2019, ore 15:00 26ª giornata | IFK Göteborg  | 0 – 0 referto | Häcken | Gamla Ullevi\| Arbitro: \| Bojan Pandžić \| |
| Arbitro:                                           | Bojan Pandžić |               |        |                                             |

| Arbitro: | Martin Strömbergsson |

|            |           |  |
| Beijmo 62’ | Marcatori |  |

| Arbitro: | Kristoffer Karlsson |

|  |           |                |
|  | Marcatori | 70’ Buya Turay |

| Arbitro: | Kaspar Sjöberg |

|                      |           |  |
| Alm 34’ Karlsson 50’ | Marcatori |  |

| Arbitro: | Stefan Johannesson |

|                                                                                |           |            |
| Keita 15’ (aut.) Söder 34’ Vibe 53’ Eriksson 69’ Söder 82’ Yusuf 85’ Yusuf 90’ | Marcatori | 24’ Kadiri |

### Svenska Cupen 2018-2019

#### Gruppo 8
| Arbitro: | Andreas Johansson |

|  |           |                                             |
|  | Marcatori | 23’ Karlsson Lagemyr 26’ Nygren 74’ Ohlsson |

| Göteborg 25 febbraio 2019, ore 19:00 2ª giornata | IFK Göteborg | 0 – 3 A tavolino, dopo il lancio di razzi al 46' minuto sullo 0-0 referto | GAIS | Bravida Arena\| Arbitro: \| Glenn Nyberg \| |
| Arbitro:                                         | Glenn Nyberg |                                                                           |      |                                             |

| Arbitro: | Patrik Eriksson |

|                                                  |           |                                                        |
| Prodell 28’ (rig.) Bertilsson 35’ Björnquist 39’ | Marcatori | 30’ (aut.) Prodell 69’ Wernersson 86’ Karlsson Lagemyr |

### Svenska Cupen 2019-2020
| Arbitro: | Daniel Böcker |

|  |           |                                               |
|  | Marcatori | 30’ Abraham 59’ Sana 66’ Vibe 88’ Vilhelmsson |